# Morestel
Morestel (arpitansko Mouretél) je naselje in občina v vzhodnem francoskem departmaju Isère regije Rona-Alpe. Leta 2009 je naselje imelo 4.147 prebivalcev.

## Geografija
Kraj leži v pokrajini Daufineji 57 km vzhodno od Lyona.

## Uprava
Morestel je sedež istoimenskega kantona, v katerega so poleg njegove vključene še občine Arandon, Les Avenières, Le Bouchage, Bouvesse-Quirieu, Brangues, Charette, Courtenay, Creys-Mépieu, Montalieu-Vercieu, Passins, Porcieu-Amblagnieu, Saint-Sorlin-de-Morestel, Saint-Victor-de-Morestel, Sermérieu, Vasselin, Veyrins-Thuellin in Vézeronce-Curtin z 21.640 prebivalci.
Kanton Morestel je sestavni del okrožja La Tour-du-Pin.

## Zanimivosti
- srednjeveški stolp, nekdanji donžon iz 12. stoletja,
- gotska cerkev sv. Simforijana.